# ویلتن
شهر ویلتن (به آلمانی: Wilthen) در ایالت زاکسن در کشور آلمان واقع شده‌است.